# Paul Cellucci
Argeo Paul Cellucci (24 de abril de 1948 - 8 de junio de 2013) fue un político y diplomático estadounidense de Massachusetts. Sirvió en la Cámara de Representantes y el Senado de Massachusetts antes de ser elegido vicegobernador del estado, cargo que ocupó desde 1991 a 1997 bajo el gobernador William Weld.
Cuando Weld renunció en 1997 después de ser nombrado Embajador de los Estados Unidos en México, Cellucci se convirtió en gobernador interino. Luego fue elegido gobernador en 1998 y se desempeñó hasta el año 2001 cuando renunció para convertirse en embajador de los Estados Unidos en Canadá, cargo que ocupó hasta 2005.
En 2011, Cellucci anunció que había sido diagnosticado con esclerosis lateral amiotrófica (también conocida como enfermedad de Lou Gehrig). Murió de complicaciones de la enfermedad dos años después.